# Dirphya angustifrons
Dirphya angustifrons là một loài bọ cánh cứng trong họ Cerambycidae.